# Gent Elezaj
Gent Elezaj, född 11 april 2005 är en svensk-albansk fotbollsspelare (mittfältare) som spelar för Hammarby IF i Allsvenskan. 

## Klubblagskarriär
Gent Elezaj började som åttaåring spela fotboll i Hammarby IF. Efter en sejour i IF Brommapojkarna återvände han i tonåren till Hammarby IF.
Efter att ha imponerat i ungdomsakademin lyftes Elezaj 2023 upp till Hammarbys samarbetsklubb Hammarby TFF. Debuten kom omedelbart, i 1-4-förlusten i seriepremiären mot Bodens BK den 2 april 2023. Elezaj spelade under året till sig i en ordiniarie plats i Ettan Norra och fick den 26 juni 2023 också A-lagsdebutera för Hammarby IF i 4-1-segern i träningsmatchen mot IK Sirius. Efter att ha inlett 2024 med att följa med på träningslägret i Spanien tecknade Elezaj i februari under sitt första A-lagskontrakt, vilket sträckte sig över fyra år. Samma dag gjorde han sin tävlingsdebut för Hammarby IF i ett inhopp i 3-1-segern mot GIF Sundsvall i Svenska Cupen. Därefter spenderade Elezaj merparten av säsongen hos Hammarby TFF innan han fick göra sin allsvenska debut i 2-0-segern mot BK Häcken den 26 september 2024.

## Landslagskarriär
Gent Elezaj har representerat både Sveriges och Albaniens ungdomslandslag.
Den 24 september 2022 debuterade Elezaj för Sveriges P17-landslag i en 2-2-match mot Österrike. Ett halvår senare kom också debuten i den albanska landslagströjan, då Albaniens P19-landslag besegrade Malta med 2-0 den 23 mars 2023. Ett av målen i segern gjordes av Elezaj. Året därpå debuterade Elezaj för Albaniens U21-landslag i en 1-1-match mot Moldavien den 15 november 2024.

## Statistik
| Klubb              | Säsong             | Liga               | Liga    | Liga | Nationell cup | Nationell cup | Internationell cup | Internationell cup | Övrigt  | Övrigt | Totalt  | Totalt |
| Klubb              | Säsong             | Division           | Matcher | Mål  | Matcher       | Mål           | Matcher            | Mål                | Matcher | Mål    | Matcher | Mål    |
| ------------------ | ------------------ | ------------------ | ------- | ---- | ------------- | ------------- | ------------------ | ------------------ | ------- | ------ | ------- | ------ |
| Hammarby IF        | 2023               | Allsvenskan        | 0       | 0    | 0             | 0             | 0                  | 0                  | -       | -      | 0       | 0      |
| Hammarby IF        | 2024               | Allsvenskan        | 1       | 0    | 2             | 0             | -                  | -                  | -       | -      | 3       | 0      |
| Totalt             | Totalt             |                    | 1       | 0    | 2             | 0             | 0                  | 0                  | 0       | 0      | 3       | 0      |
| Hammarby TFF (lån) | 2023               | Ettan Norra        | 27      | 1    | 0             | 0             | -                  | -                  | -       | -      | 27      | 1      |
| Hammarby TFF (lån) | 2024               | Ettan Norra        | 21      | 6    | 0             | 0             | -                  | -                  | -       | -      | 21      | 6      |
| Totalt             | Totalt             |                    | 48      | 7    | 0             | 0             | 0                  | 0                  | 0       | 0      | 48      | 7      |
| Totalt i karriären | Totalt i karriären | Totalt i karriären | 49      | 7    | 2             | 0             | 0                  | 0                  | 0       | 0      | 51      | 7      |